# Maraton életre-halálra (film)
A Maraton életre-halálra (eredeti cím: Marathon Man) 1976-ban bemutatott amerikai filmthriller, melyet John Schlesinger rendezett. A forgatókönyvet William Goldman írta, azonos című 1974-es regényéből. A főbb szerepekben Dustin Hoffman, Laurence Olivier, Roy Scheider, William Devane és Marthe Keller látható.
Az Amerikai Egyesült Államokban 1976. október 8-án mutatták be a Paramount Pictures forgalmazásában. Bevételi és kritikai sikert aratott. A film antagonistáját alakító Oliviert Oscar-díjra jelölték legjobb férfi mellékszereplő kategóriában. A Maraton életre-halálra öt Golden Globe-jelölést is kapott, ebből Olivier vehetett át díjat, szintén legjobb mellékszereplőként.

## Cselekmény
Babe New York-i egyetemista, a maratoni futás megszállottja. Történészhallgatóként apja emlékének tisztázásán dolgozik, akit a McCarthy-korszakban erkölcsileg tönkretettek és öngyilkosságba kergettek. Nem tud róla, hogy bátyja, Doc a kormány titkosügynöke, aki Peter Janeway beosztottjaként náci háborús bűnösök után nyomoz. Párizsban Doc futárként beépült a New York-i Klaus Szell gyémántcsempész hálózatába. A nagy értékű gyémántokat Klaus Szell egy New York-i széfben gyűjti. Klaus autóbalesetben életét veszti. Párizsban a gyémántfutárokat sorra meggyilkolják. Doc több gyilkos merényletet túlél.
Klaus bátyja Christian Szell egykori náci fogorvos, körözött háborús bűnös, aki Európában álnéven él. Bátyja halálának hírére Christian Szell – nagy személyes kockázatot vállalva – az Egyesült Államokba utazik, hogy megszerezze öccse elrejtett gyémántjait. Babe az egyetemi könyvtárban felszed egy magát svájcinak mondó lányt, Elsa Opelt. Egy Central Park-beli sétán ismeretlenek megtámadják őket. Doc megírja az esetet Doc-nak, aki New Yorkba jön, és meghívja őket egy étterembe. A vacsora során a rutinos Doc leleplezi Elsát, hogy nem svájci, hanem német. Doc sejti, hogy a lány Szell-nek dolgozhat, de öccse előtt csak annyival gyanúsítja Elsát, hogy névházasság révén akar amerikai állampolgárságot szerezni. Babe kitart Elsa mellett, a két fivér összevész. 
New Yorkban Christian Szell találkozóra hívja Doc-ot. Testőrnek akarja felfogadni. Az ügynök elutasítja, Szell késsel brutálisan meggyilkolja. Utolsó erejével Doc még elvánszorog öccse lakására, ott egyetlen szó nélkül meghal. Szell attól tart, hogy halála előtt Doc esetleg információt adhatott át öccsének az ő személyéről és a széf létezéséről. Utasítására emberei elrabolják Babe-et, akit Szell fogorvosi szerszámokkal megkínoz, hogy lássa, tud-e valamit. Janeaway ügynök kiszabadítja, hogy bizalmába férkőzzön. Mivel Babe neki sem mond semmit, az áruló Janeaway visszaviszi Szellhez, aki a srác egészséges fogát szétfúrva a végsőkig fokozza fájdalmait. Miután meggyőződött róla, hogy Babe valóban semmit sem tud, utasítást ad a megölésére. Babe kiszabadul és gyakorlott maratoni futóként egérutat nyer üldözői elől.  
Janeaway-t kijátszva Babe egy haverja betöréssel kihozza neki apja revolverét a lakásából. Segítséget keresve Babe felhívja Elsát, ő azonban csapdába csalja: az elhunyt Klaus Szell vidéki házába viszi, ide érkeznek Szell emberei és Janeaway is. Babe fegyverrel túszul ejti Elsát. Alkudozás közben Janeaway agyonlövi Szell embereit és elárulja a srácnak, hol találja Szellt. Janeaway lelövi Elsát és Babe után indul. Babe lelövi Janeaway-t.
Szell a manhattani 47. utcába megy, ahol gyémántkereskedőktől megtudja gyémántjainak piaci értékét. Közben az utcán több zsidó túlélő is felismeri. Egyiküket Szell nem tudja lerázni, és megöli elrejtett késével. A bank széfjéből magához veszi a gyémántokat, de az utcán Babe várja és lőfegyverrel egy szennyvízakna lejáratába kényszeríti. Felajánlja neki, hogy megtarthat annyi gyémántot, amennyit le tud nyelni. Szell visszautasítja, Babe a csillagászati értékű gyémántokat a csatornába önti. Szell megpróbál elkapni néhányat,  de lezuhan és felnyársalja magát saját késpengéjével. Babe a vízbe dobja a fegyverét és elmegy.

## Szereplők
| Szerep                               | Színész          | Magyar hang      |
| ------------------------------------ | ---------------- | ---------------- |
| Thomas Babington „Babe” Levy         | Dustin Hoffman   | Tahi Tóth László |
| Dr. Christian Szell                  | Laurence Olivier | Benkő Gyula      |
| Henry „Doc” Levy ügynök, Babe bátyja | Roy Scheider     | Fülöp Zsigmond   |
| Peter „Janey” Janeway parancsnok     | William Devane   | Szersén Gyula    |
| Elsa Opel                            | Marthe Keller    | Kovács Nóra      |
| Biesenthal professzor                | Fritz Weaver     | Balázsi Gyula    |
| Karl                                 | Richard Bright   | Haraszin Tibor   |
| Erhardt                              | Marc Lawrence    | Szatmári István  |
| H.V. Levy, Babe és Doc apja          | Allen Joseph     | nem szólal meg   |
| Melendez                             | Tito Goya        | Józsa Imre       |
| Klaus Szell, Christian bátyja        | Ben Dova         | Bálint György    |
| Rosenbaum                            | Lou Gilbert      | Kenderesi Tibor  |
| LeClerc régiségkereskedő             | Jacques Marin    | Verebes Károly   |

## Fordítás
- Ez a szócikk részben vagy egészben  a   Marathon Man (film) című angol Wikipédia-szócikk fordításán alapul.  Az eredeti cikk szerkesztőit annak laptörténete sorolja fel. Ez a jelzés csupán a megfogalmazás eredetét és a szerzői jogokat jelzi, nem szolgál a cikkben szereplő információk forrásmegjelöléseként.